# Puente de Lambeth
Lambeth Bridge es un puente para tráfico rodado y también peatonal que cruza el río Támesis en la parte central de Londres. Siguiendo la corriente del río, el siguiente puente es Westminster Bridge, y el anterior Vauxhall Bridge.
El color predominante en la actual pintura del puente es el rojo, el mismo color de las bancadas de la Cámara de los Lores, que está en la parte sur del Palacio de Westminster, muy cercana al puente. Esto contrasta con Westminster Bridge, cuyo color predominante es el verde, el mismo que el de los bancos de la Cámara de los Comunes, en la parte norte de la Casas del Parlamento.
En la parte este, en Lambeth se encuentran Lambeth Palace, el Albert Embankment, el Hospital S. Thomas y la Organización Marítima Internacional. En la parte oeste, en Westminster, están Thames House (el cuartel general del MI5), la Millbank Tower y la Tate Britain. El Palacio de Westminster está a poca distancia andando hacia el norte atravesando el Jardín de la Torre Victoria.

## Historia

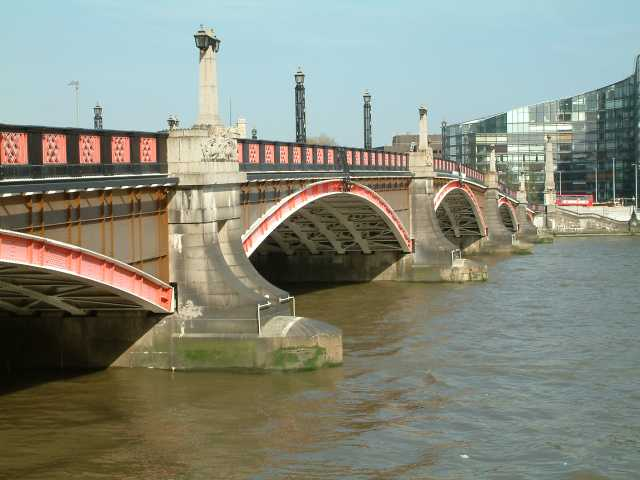
Detalle de Lambeth Bridge.

La actual estructura, con 5 arcos de metal, diseñada por el ingeniero Sir George Humphreys y el arquitecto Sir Reginald Blomfield, fue inaugurada el 19 de julio de 1932 por el rey Jorge V. Tenía cuatro carriles para el tráfico (ahora reducidos a tres y un cuarto para autobuses exclusivamente), iba desde una rotonda al norte al lado del Lambeth Palace, hasta otra rotonda, donde Millbank road coincide con Horseferry road (cuyo nombre nos da una pista de un cruce anterior: un ferry cruzaba el río unos años atrás). En cada extremo hay obeliscos coronados por piñones de piedra, conocidos por ser un símbolo de la hospitalidad desde la época romana. Estos piñones a menudo se han confundido con las piñas, parte de la confusión proviene del hecho de que una vez se llamó pineapples "piñas".
La anterior estructura fue un puente suspendido, de 252,4 metros de longitud, diseñado por Peter W. Barlow. Sancionado por un Acto del Parlamento en 1860, abrió como puente de peaje en 1862, pero las dudas sobre su seguridad, junto con la dificultad para los coches de caballos hicieron que el tráfico disminuyera mucho, esto hizo que se empezara a usar como un paso únicamente usado por peatones. Dejó de ser un puente de peaje en 1879 cuando la Junta Metropolitana de Obras Públicas asumió la responsabilidad de su mantenimiento.
- Datos: Q1130666
- Multimedia: Lambeth Bridge / Q1130666